# Distretto municipale di Suame
Il distretto municipale di Suame (ufficialmente Suame Municipal District, in inglese) è un distretto della regione di Ashanti del Ghana.
Il distretto è stato costituito nel 2018 scorporando del territorio dal distretto di Kumasi.